# Timeless Flight
Timeless Flight è una boxset del gruppo di rock progressivo inglese The Moody Blues, pubblicato nel 2013 dalla Universal Music Group.

## Tracce

### Disco 1
1. Fly Me High (Single A Side)
2. Love and Beauty
3. Leave This Man Alone
4. Cities
5. Dawn is a Feeling
6. Peak Hour
7. Tuesday Afternoon
8. The Night: Nights in White Satin
9. Departure
10. Ride My See saw
11. The Actor
12. Legend of a Mind
13. Voices in the Sky
14. The Best Way to Travel
15. What Am I Doing Here?
16. King and Queen
17. A Simple Game
18. In the Beginning
19. Lovely to See You
20. Dear Diary
21. Never Comes the Day

### Disco 2
1. Are You Sitting Comfortably
2. The Dream
3. Have You Heard - Part One
4. The Voyage
5. Have You Heard - Part Two
6. Higher and Higher
7. Gypsy
8. Eternity Road
9. Beyond
10. Watching and Waiting
11. Question
12. And the Tide Rushes In
13. Don't You Feel Small (original mix)
14. Dawning is the Day
15. Melancholy Man
16. It's Up to You
17. Mike's Number One
18. Procession
19. The Story in Your Eyes
20. After You Came
21. One More Time to Live

### Disco 3
1. I'm Just a Singer (In a Rock and Roll Band)
2. New Horizons
3. For My Lady
4. You and Me
5. When You're a Free Man
6. Isn't Life Strange (original extended version)
7. Island
8. This Morning (Justin Hayward & John Lodge - Blue Jays)
9. Remember Me My Friend (Justin Hayward & John Lodge - Blue Jays)
10. My Brother (Justin Hayward & John Lodge - Blue Jays)
11. I Dreamed Last Night (Justin Hayward & John Lodge - Blue Jays)
12. Blue Guitar (Justin Hayward & John Lodge - Blue Jays)
13. From Mighty Oaks (Ray Thomas)
14. I Wish We Could Fly (Ray Thomas)
15. The Tunnel (The Graeme Edge Band)
16. Message (Mike Pinder)
17. The Promise (Mike Pinder)

### Disco 4
1. Driftwood
2. Steppin' in a Slide Zone
3. One Step into the Light
4. The Day We Meet Again
5. Forever Autumn (Justin Hayward)
6. The Voice
7. Gemini Dream
8. Reflective Smile
9. Veteran Cosmic Rocker
10. Blue World
11. Running Water
12. Sitting at the Wheel (Steven Greenberg remix - A - Side of German 12" single)
13. The Other Side of Life
14. Slings and Arrows
15. Your Wildest Dreams
16. River of Endless Love

### Disco 5
1. I Know You're Out There Somewhere
2. No More Lies
3. Isn't Life Strange (with the London Symphony Orchestra)
4. Question (with the London Symphony Orchestra)
5. Lean on Me (Tonight)
6. Say it With Love
7. Bless the Wings (That Bring You Back)
8. Say What You Mean
9. Highway
10. This is the Moment
11. English Sunset
12. Sooner or Later (Walkin' on Air)
13. Strange Times
14. The Swallow
15. December Snow

### Disco 6
1. Gypsy (The Royal Albert Hall - 12th December 1969)
2. The Sunset (The Royal Albert Hall - 12th December 1969)
3. Dr. Livingstone I Presume (The Royal Albert Hall - 12th December 1969)
4. Never Comes the Day (The Royal Albert Hall - 12th December 1969)
5. Peak Hour (The Royal Albert Hall - 12th December 1969)
6. Tuesday Afternoon (The Royal Albert Hall - 12th December 1969)
7. Are You Sitting Comfortably? (The Royal Albert Hall - 12th December 1969)
8. The Dream (The Royal Albert Hall - 12th December 1969)
9. Have You Heard - Part One (The Royal Albert Hall - 12th December 1969)
10. The Voyage (The Royal Albert Hall - 12th December 1969)
11. Have You Heard - Part Two (The Royal Albert Hall - 12th December 1969)
12. Nights in White Satin (The Royal Albert Hall - 12th December 1969)
13. Legend of a Mind (The Royal Albert Hall - 12th December 1969)
14. Ride My See Saw (The Royal Albert Hall - 12th December 1969)

### Disco 7
1. Tuesday Afternoon (The Blue Jays - Live at Lancaster University December 1975 / Previously unreleased)
2. You and Me (The Blue Jays - Live at Lancaster University December 1975 / Previously unreleased)
3. My Brother (The Blue Jays - Live at Lancaster University December 1975 / Previously unreleased)
4. Isn't Life Strange (The Blue Jays - Live at Lancaster University December 1975 / Previously unreleased)
5. Who Are You Now (The Blue Jays - Live at Lancaster University December 1975 / Previously unreleased)
6. New Horizons (The Blue Jays - Live at Lancaster University December 1975 / Previously unreleased)
7. Emily's Song (The Blue Jays - Live at Lancaster University December 1975 / Previously unreleased)
8. I Dreamed Last Night (The Blue Jays - Live at Lancaster University December 1975 / Previously unreleased)
9. Nights in White Satin (The Blue Jays - Live at Lancaster University December 1975 / Previously unreleased)
10. I'm Just a Singer (in a Rock and Roll Band) (The Blue Jays - Live at Lancaster University December 1975 / Previously unreleased)
11. Blue Guitar (The Blue Jays - Live at Lancaster University December 1975 / Previously unreleased)
12. When You Wake Up (The Blue Jays - Live at Lancaster University December 1975 / Previously unreleased)
13. Question (The Blue Jays - Live at Lancaster University December 1975 / Previously unreleased)

### Disco 8
1. Steppin' in a Slide Zone (The Coliseum, Seattle - 25th May, 1979)
2. Twilight Time (The Coliseum, Seattle - 25th May, 1979 / Previously unreleased)
3. The Day We Meet Again (The Coliseum, Seattle - 25th May, 1979 / Previously unreleased)
4. The Story in Your Eyes (The Coliseum, Seattle - 25th May, 1979 / Previously unreleased)
5. I'm Your Man (The Coliseum, Seattle - 25th May, 1979)
6. Driftwood (The Coliseum, Seattle - 25th May, 1979)
7. I'll Be Level With You (The Coliseum, Seattle - 25th May, 1979 / Previously unreleased)
8. Gypsy (The Coliseum, Seattle - 25th May, 1979 / Previously unreleased)
9. Survival (The Coliseum, Seattle - 25th May, 1979 / Previously unreleased)
10. The Balance (The Coliseum, Seattle - 25th May, 1979 / Previously unreleased)
11. Nights in White Satin (The Coliseum, Seattle - 25th May, 1979 / Previously unreleased)
12. Legend of a Mind (The Coliseum, Seattle - 25th May, 1979 / Previously unreleased)
13. Question (The Coliseum, Seattle - 25th May, 1979 / Previously unreleased)
14. Ride My See Saw (The Coliseum, Seattle - 25th May, 1979 / Previously unreleased)

### Disco 9
1. Sitting at the Wheel (The Forum, Inglewood, California, 3rd December 1983 / Previously unreleased)
2. Gemini Dream (The Forum, Inglewood, California, 3rd December 1983 / Previously unreleased)
3. Tuesday Afternoon (The Forum, Inglewood, California, 3rd December 1983 / Previously unreleased)
4. The Voice (The Forum, Inglewood, California, 3rd December 1983 / Previously unreleased)
5. Stepping in a Slide Zone (The Forum, Inglewood, California, 3rd December 1983 / Previously unreleased)
6. The Story in Your Eyes (The Forum, Inglewood, California, 3rd December 1983 / Previously unreleased)
7. Hole in the World / Under My Feet (The Forum, Inglewood, California, 3rd December 1983 / Previously unreleased)
8. Painted Smile / Reflective Smile (The Forum, Inglewood, California, 3rd December 1983 / Previously unreleased)
9. Veteran Cosmic Rocker (The Forum, Inglewood, California, 3rd December 1983 / Previously unreleased)
10. Driftwood (The Forum, Inglewood, California, 3rd December 1983 / Previously unreleased)

### Disco 10
1. Talking Out of Turn (The Forum, Inglewood, California, 3rd December 1983 / Previously unreleased)
2. Running Water (The Forum, Inglewood, California, 3rd December 1983 / Previously unreleased)
3. Gypsy (The Forum, Inglewood, California, 3rd December 1983 / Previously unreleased)
4. Isn't Life Strange (The Forum, Inglewood, California, 3rd December 1983 / Previously unreleased)
5. Blue World (The Forum, Inglewood, California, 3rd December 1983 / Previously unreleased)
6. I'm Just a Singer (in a Rock and Roll Band) (The Forum, Inglewood, California, 3rd December 1983 / Previously unreleased)
7. Nights in White Satin (The Forum, Inglewood, California, 3rd December 1983 / Previously unreleased)
8. Legend of a Mind (The Forum, Inglewood, California, 3rd December 1983 / Previously unreleased)
9. Question (The Forum, Inglewood, California, 3rd December 1983 / Previously unreleased)
10. Ride My See Saw (The Forum, Inglewood, California, 3rd December 1983 / Previously unreleased)

### Disco 11
1. The Story in Your Eyes (with The Colorado Symphony Orchestra)
2. New Horizons (with The Colorado Symphony Orchestra)
3. Emily's Song (with The Colorado Symphony Orchestra)
4. Legend of a Mind (with The Colorado Symphony Orchestra)
5. Gemini Dream (with The World Symphony Orchestra)
6. Tuesday Afternoon (with The World Symphony Orchestra)
7. Eternity Road (with The World Symphony Orchestra)
8. Talking Out of Turn (with The World Symphony Orchestra)
9. I Know You're Out There Somewhere (with The World Symphony Orchestra)
10. Lean on Me (Tonight) (with The World Symphony Orchestra)
11. I'm Just a Singer (In a Rock and Roll Band) (with The World Symphony Orchestra)
12. Nights in White Satin (with The World Symphony Orchestra)
13. Question (with The World Symphony Orchestra)
14. Ride My See Saw (with The World Symphony Orchestra)

### Disco 12
1. Nights in White Satin (TV appearance 'Beat Club', 1968)
2. Departure / Ride My See Saw ('Colour Me Pop', 1968)
3. Dr. Livingston I Presume ('Colour Me Pop', 1968)
4. House of Four Doors ('Colour Me Pop', 1968)
5. Voices in the Sky ('Colour Me Pop', 1968)
6. The Best Way to Travel ('Colour Me Pop', 1968)
7. Visions of Paradise / The Actor ('Colour Me Pop', 1968)
8. Om ('Colour Me Pop', 1968)
9. Question ('It's Lulu', 1970)
10. I'm Just a Singer (In a Rock and Roll Band) (Promo film)
11. Steppin' in a Slide Zone (Promo video, 1978)
12. Had to Fall in Love (Promo video, 1978)
13. Driftwood (Promo video, 1978)
14. The Moody Blues - "Nationwide" (TV documentary, 1979)

### Disco 13
1. Lovely to See You (La Taverne de Olympia - 14th April 1970)
2. Never Comes the Day (La Taverne de Olympia - 14th April 1970)
3. Tortoise and the Hare (La Taverne de Olympia - 14th April 1970)
4. Are You Sitting Comfortably (La Taverne de Olympia - 14th April 1970)
5. Legend of a Mind (La Taverne de Olympia - 14th April 1970)
6. Nights in White Satin (La Taverne de Olympia - 14th April 1970)
7. Ride My See Saw (La Taverne de Olympia - 14th April 1970)
8. Lazy Day (La Taverne de Olympia - 14th April 1970)
9. Gypsy (La Taverne de Olympia - 14th April 1970)
10. Candle of Life (La Taverne de Olympia - 14th April 1970)
11. Tuesday Afternoon (La Taverne de Olympia - 14th April 1970)
12. Don't You Feel Small (La Taverne de Olympia - 14th April 1970)

### Disco 14
1. Gemini Dream (Promo video, 1981)
2. The Voice (Promo video, 1981)
3. Sitting at the Wheel (Promo video, 1983)
4. Blue World (Promo video, 1983)
5. Running Water ('The Leo Sayer Show', 1984)
6. Your Wildest Dreams (Promo video, 1986)
7. The Other Side of Life (Promo video, 1986)
8. Running Out of Love (Promo video, 1986)
9. I Know You're Out There Somewhere (Promo video, 1988)
10. No More Lies (Promo video, 1988)
11. Question (With the London Symphony Orchestra, promo video, 1989)
12. Say It with Love (Promo video, 1991)
13. Bless the Wings (That Bring You Back) ("Garden Party' TV appearance, 1991)

### Disco 15

#### Days of Future Passed (5.1 Surround Sound version)
1. The Day Begins (5.1 Surround Sound version)
  - The Day Begins
  - Morning Glory
2. Dawn: Dawn is a Feeling (5.1 Surround Sound version)
3. The Morning: Another Morning (5.1 Surround Sound version)
4. Lunch Break (5.1 Surround Sound version)
  - Lunch Break
  - Peak Hour
5. The Afternoon (5.1 Surround Sound version)
  - Forever Afternoon (Tuesday?)
  - (Evening) Time To Get Away
6. Evening (5.1 Surround Sound version)
  - The Sun Set
  - Twilight Time
7. The Night (5.1 Surround Sound version)
  - Nights in White Satin
  - Late Lament

#### On the Threshold of a Dream (5.1 Surround Sound version)
1. In the Beginning (5.1 Surround Sound version)
2. Lovely to See You (5.1 Surround Sound version)
3. Dear Diary (5.1 Surround Sound version)
4. Send Me No Wine (5.1 Surround Sound version)
5. To Share Our Love (5.1 Surround Sound version)
6. So Deep Within You (5.1 Surround Sound version)
7. Never Comes the Day (5.1 Surround Sound version)
8. Lazy Day (5.1 Surround Sound version)
9. Are You Sitting Comfortably? (5.1 Surround Sound version)
10. The Dream (5.1 Surround Sound version)
11. Have You Heard Part 1 (5.1 Surround Sound version)
12. The Voyage (5.1 Surround Sound version)
13. Have You Heard Part 2 (5.1 Surround Sound version)

### Disco 16

#### To Our Children's Children's Children (5.1 Surround Sound version)
1. Higher and Higher (5.1 Surround Sound version)
2. Eyes of a Child I (5.1 Surround Sound version)
3. Floating (5.1 Surround Sound version)
4. Eyes of a Child II (5.1 Surround Sound version)
5. I Never Thought I'd Live to be a Hundred (5.1 Surround Sound version)
6. Beyond (5.1 Surround Sound version)
7. Out and In (5.1 Surround Sound version)
8. Gypsy (5.1 Surround Sound version)
9. Eternity Road (5.1 Surround Sound version)
10. Candle of Life (5.1 Surround Sound version)
11. Sun Is Still Shining (5.1 Surround Sound version)
12. I Never Thought I'd Live to be a Million (5.1 Surround Sound version)
13. Watching and Waiting (5.1 Surround Sound version)

#### A Question of Balance (5.1 Surround Sound version)
1. Question (5.1 Surround Sound version)
2. How Is It (We Are Here) (5.1 Surround Sound version)
3. And The Tide Rushes In (5.1 Surround Sound version)
4. Don't You Feel Small (5.1 Surround Sound version)
5. Tortoise And The Hare (5.1 Surround Sound version)
6. It's Up To You (5.1 Surround Sound version)
7. Minstrel's Song (5.1 Surround Sound version)
8. Dawning Is The Day (5.1 Surround Sound version)
9. Melancholy Man (5.1 Surround Sound version)
10. The Balance (5.1 Surround Sound version)

### Disco 17

#### Every Good Boy Deserves Favour (5.1 Surround Sound version)
1. Procession (5.1 Surround Sound version)
2. The Story in Your Eyes (5.1 Surround Sound version)
3. Our Guessing Game (5.1 Surround Sound version)
4. Emily's Song (5.1 Surround Sound version)
5. After You Came (5.1 Surround Sound version)
6. One More Time to Live (5.1 Surround Sound version)
7. Nice to be Here (5.1 Surround Sound version)
8. You Can Never Go Home (5.1 Surround Sound version)
9. My Song (5.1 Surround Sound version)

#### Seventh Sojourn (5.1 Surround Sound version)
1. Lost in a Lost World (5.1 Surround Sound version)
2. New Horizons (5.1 Surround Sound version)
3. For My Lady (5.1 Surround Sound version)
4. Isn't Life Strange (5.1 Surround Sound version)
5. You and Me (5.1 Surround Sound version)
6. The Land of Make-Believe (5.1 Surround Sound version)
7. When You're a Free Man (5.1 Surround Sound version)
8. I'm Just a Singer (In a Rock and Roll Band) (5.1 Surround Sound version)

## Formazione
- Graeme Edge - batteria, percussioni
- Justin Hayward - chitarra elettrica ed acustica, voce, tastiera
- John Lodge - basso elettrico, chitarra, voce, tastiera
- Ray Thomas - voce, flauto, percussioni, armonica
- Mike Pinder - tastiera, voce - Disco 1-4, 6, 11-15
- Patrick Moraz - tastiera - Disco 4-5, 8-10
- Gordon Marshall - batteria, percussioni - Disco 11
- Danilo Madonia - tastiera - Disco 5
- Terry Rowley: Tastiera, Jawbone - Disco 7
- Dave Holland: Batteria, percussioni - Disco 7
- Tom Tompkins: Viola, Flauto - Disco 7
- Tim Tompkins: Violoncello - Disco 7
- Jim Cockey: Violino, Glockenspiel  - Disco 7
- Mel Galley: Chitarra elettrica ed acustica, voce - Disco 7